# Espace urbain de Mont-de-Marsan
Cet article court présente un sujet plus développé dans : Espace urbain.
L’espace urbain de Mont-de-Marsan est un espace urbain centré sur la ville de Mont-de-Marsan. Par la population, c'est le 50e des 96 espaces urbains français en 1999, il comporte alors 35 communes. 